# Choanophorus
Choanophorus is een geslacht van borstelwormen uit de familie van de Siboglinidae.

## Soorten
- Choanophorus indicus Bubko, 1965